# Hidraulikus kötőanyagok
A hidraulikus kötőanyagok olyan zsugorított vagy olvasztott mesterséges anyagok, melyek csak víz jelenlétében kötnek és szilárdulnak meg. Ezek víz alatt és levegőn egyaránt képesek megszilárdulni. A hidraulikus kötőanyagok az építési gyakorlat követelményeit szem előtt tartó, elfogadott osztályozás egyik csoportját alkotják, a levegőn szilárduló anyagok (nem hidraulikus) és a gyengén hidraulikus anyagok mellett. A csoport legjellemzőbb képviselője a cement.

## Típusai
Portlandcementek:
- Nagy kezdő- és végszilárdságú portlandcementek
- Út- és pályaépítési cementek
- Közepes szilárdságú portlandcementek
- Szulfátálló portlandcementek
- Mélyfúrási cementek
- Kis hőfejlesztésű portlandcementek
- Módosított portlandcementek

Nem portlandcementek:
- Aluminátcementek
- Sorel-cement (vagy magnézia-cementek)